# Apeadeiro de Ameal
O Apeadeiro de Ameal (nome também grafado como Amial), é uma gare da Linha do Norte, que serve a localidade de Ameal, no concelho de Coimbra, em Portugal.

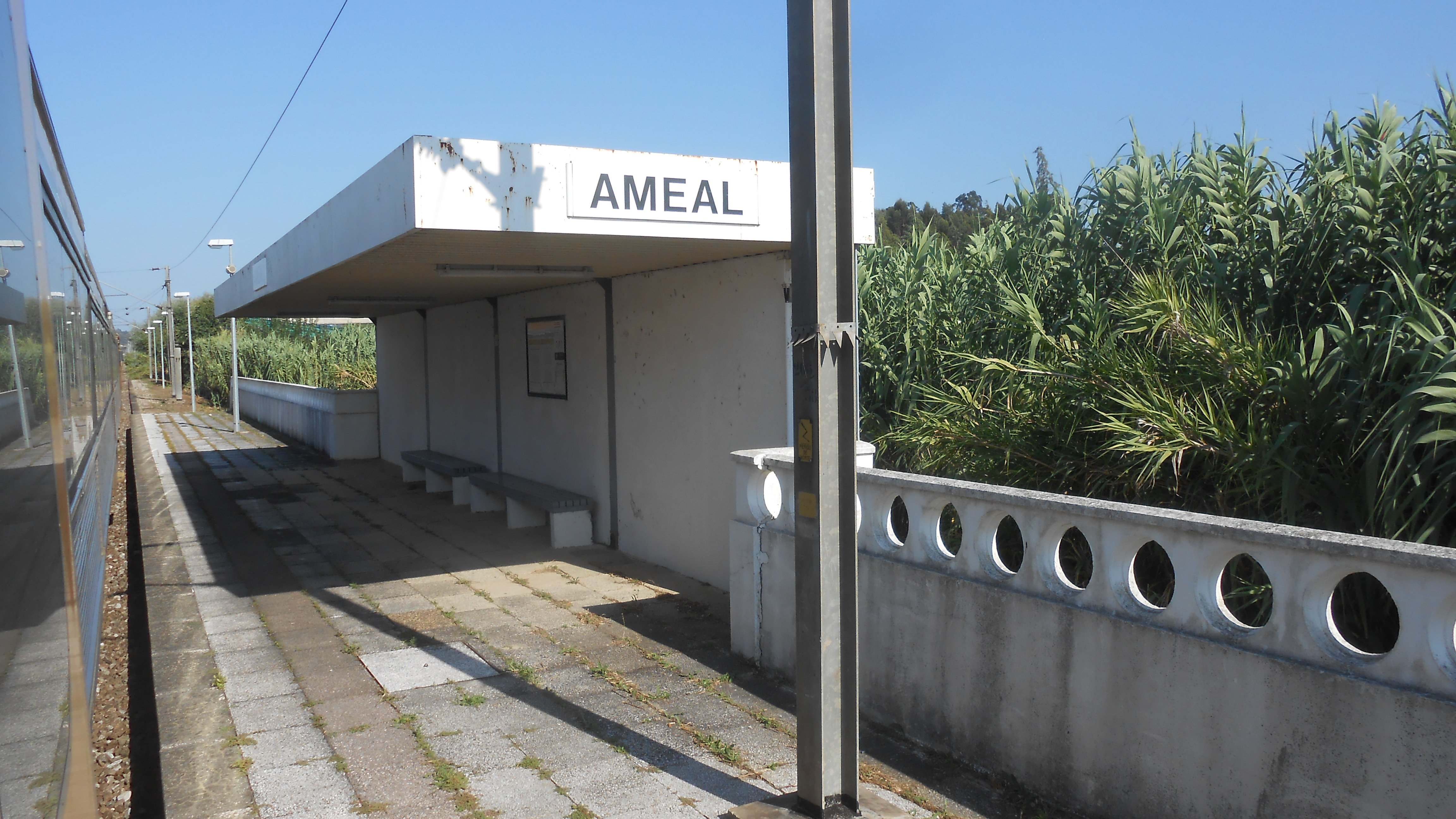
O apeadeiro visto do comboio em 2014, já com a grafia "Ameal".

## Descrição

### Localização e acessos
Este apeadeiro tem acesso pela Rua da Portela, na povoação de Ameal.

### Infraestrutura
Como apeadeiro numa linha de via dupla, esta interface apresenta-se nas duas vias de circulação (I e II) cada uma acessível por plataforma — respetivamente com 150 e 85 m de comprimento e alturas variando entre 500 e 685 mm.

### Serviços
Em dados de 2022, esta interface é servida por comboios de passageiros da C.P. de tipo suburbano, com quinze circulações diárias em cada sentido, entre Coimbra e Figueira da Foz; não efetuam paragem os comboios de tipo regional que aqui circulam, nem os de restantes tipologias mais rápidas.

## História
Este apeadeiro situa-se no troço da Linha do Norte entre as estações de Soure e Taveiro, que entrou ao serviço em 7 de Julho de 1864.
Na noite de 15 de Novembro de 1953, uma locomotiva que estava a ser abastecida na estação de Alfarelos começou a deslocar-se sozinha, tendo corrido desgovernada durante cerca de 10 km até que foi alcançada por um fogueiro no apeadeiro de Amial, que a levou até à estação de Taveiro.

Em Outubro de 2014, foi confirmada/adotada formalmente pelo I.M.T. a grafia "Ameal", mas manteve-se em algum uso oficial a variante "Amial".